# Liste der Biografien/Isb
Liste der Biografien |
Portal Biografien |
Personensuche
# |
A |
B |
C |
D |
E |
F |
G |
H |
I |
J |
K |
L |
M |
N |
O |
P |
Q |
R |
S |
T |
U |
V |
W |
X |
Y |
Z |
?
 
Ia |
Ib |
Ic |
Id |
Ie |
If |
Ig |
Ih |
Ii |
Ij |
Ik |
Il |
Im |
In |
Io |
Ip |
Iq |
Ir |
Is |
It |
Iu |
Iv |
Iw |
Ix |
Iy |
Iz
 
Isa |
Isb |
Isc |
Isd |
Ise |
Isf |
Isg |
Ish |
Isi |
Isj |
Isk |
Isl |
Ism |
Isn |
Iso |
Isp |
Isr |
Iss |
Ist |
Isu |
Isw |
Isy
Die Liste der Biografien führt alle Personen auf, die in der deutschsprachigen Wikipedia einen Artikel haben. Dieses ist eine Teilliste mit 30 Einträgen von Personen, deren Namen mit den Buchstaben „Isb“ beginnt.

## Isb

### Isba
- Isbary, Gerhard (1909–1968), deutscher Raumplaner
- Isbary, Rudolf von (1827–1892), österreichischer Textilindustrieller, Abgeordneter zum Reichsrat und Präsident der Wiener Handelskammer

### Isbe
- Isbej, Verónica (* 1976), chilenische Biathletin
- Isbel, Ursula (* 1942), deutsche Schriftstellerin und Übersetzerin
- Isbell, Cecil (1915–1985), US-amerikanischer American-Football-Spieler und -Trainer
- Isbell, Jason (* 1979), US-amerikanischer Southern-Rock-MusikerJason Isbell (* 1979)

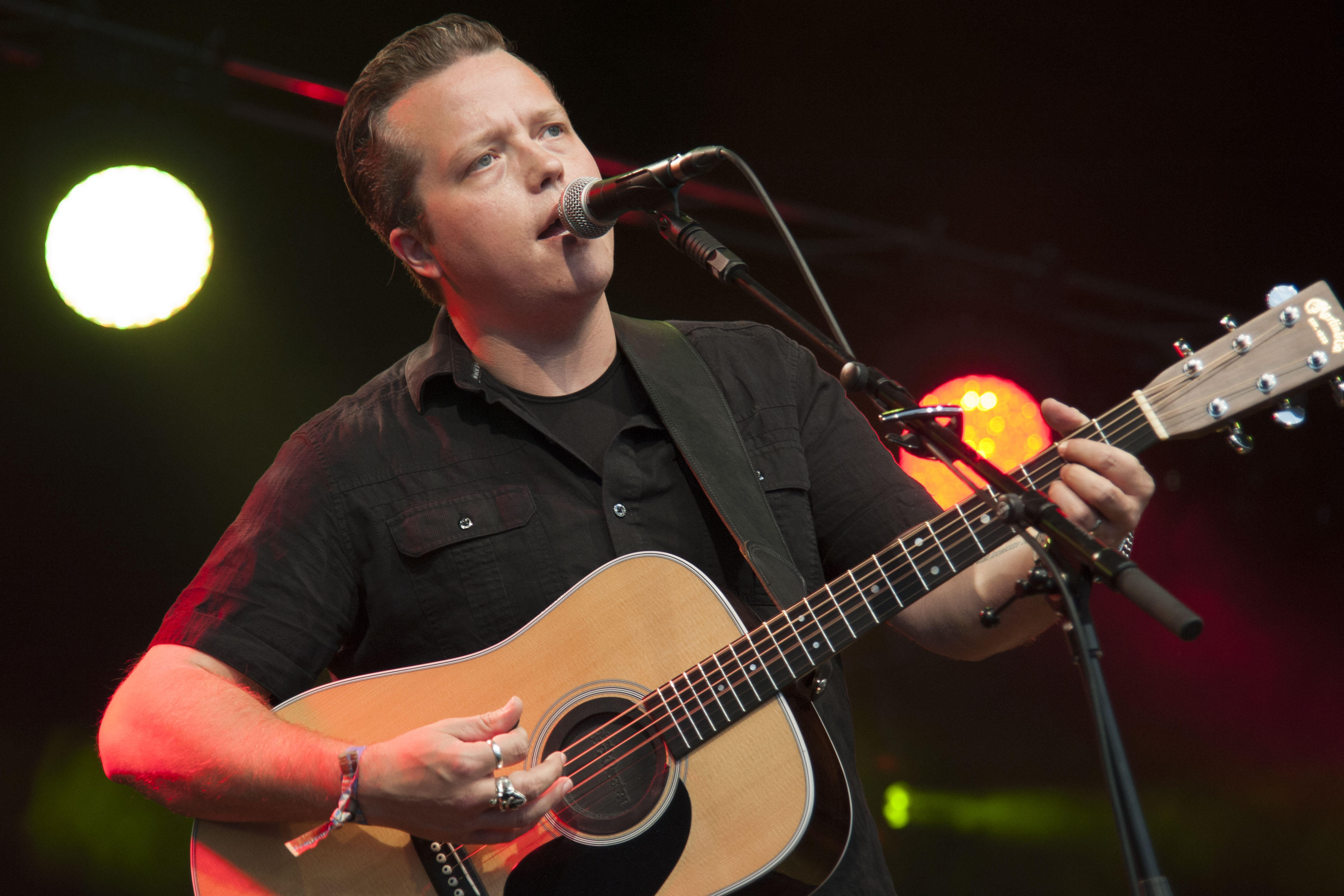
Jason Isbell (* 1979)

- Isbell, John (1930–2005), US-amerikanischer Mathematiker
- Isberg, Jürgen (1928–2024), deutscher Handballweltmeister
- Isberg, Paul (1882–1955), schwedischer Segler
- Isberg, Sophia (1819–1875), schwedische Künstlerin
- Isberner, Daniel (* 1985), deutscher Schriftsteller
- Isbert, Adolf (1858–1938), deutscher Automobilexperte und -funktionär
- Isbert, August (1856–1950), preußischer General der Infanterie
- Isbert, Camille Cornélie (1822–1911), französische Malerin
- Isbert, Christian (1929–1986), deutscher Lebensberater, Graphologe, Astrologe, Lektor und Übersetzer
- Isbert, Jakob (1808–1881), herzöglich-nassauischer Amtmann und Amtsrichter, später königlich-preußischer Hofgerichts- und Appellationsgerichtsrat
- Isbert, Jakob (1846–1888), römisch-katholischer Priester im Trierer Kulturkampf
- Isbert, José (1886–1966), spanischer Schauspieler
- Isbert, Karl (1864–1946), preußischer Generalmajor
- Isbert, Marion (* 1964), deutsche Fußballspielerin
- Isbert, Otto Albrecht (1901–1986), deutscher Yogalehrer und Yogaschriftsteller
- Isbert, Tony (1950–2025), spanischer Schauspieler
- Isbert, Volkan (* 1988), deutscher Schauspieler

### Isbi
- Išbi-Erra, König von Sumer und Begründer der Dynastie von Isin
- Isbin, Sharon (* 1956), amerikanische klassische Gitarristin
- Isbister, Brad (* 1977), kanadischer Eishockeyspieler und -trainer
- Isbister, Katherine (* 1969), US-amerikanische Hochschullehrerin

### Isbo
- Isbosethsen, Jacob (* 1981), grönländischer Diplomat und Beamter

### Isbr
- Isbrücker, Isaäc (* 1944), niederländischer Ichthyologe

### Isbu
- Isbutzki, Hermann (1914–1944), belgischer Widerstandskämpfer